# 横内陣屋
横内陣屋（よこうちじんや）は、江戸時代に美濃国の岩村藩が駿河国の領地を支配するために志太郡横内村（現在の静岡県藤枝市横内）に置いた陣屋。横内村陣屋とも呼ばれた。

## 概要
享保20年（1735年）、岩村藩主の松平乗賢が江戸幕府の老中に就任すると1万石が加増された。その中で駿河国内の5,274石が岩村藩の飛地領となり、朝比奈川に面し、東海道が通っていた横内村の西端に陣屋を設置した。
享保20年(1735年)から幕末まで、計14名の横内代官が任に就いた。
横内村は、岩村藩領となった駿河領15ヶ村の中で、ほぼ中心に位置し、東海道と朝比奈川が通っているため交通の便が良かったこと、陣屋を置くには充分な敷地があったこと、適当な戸数があって中間などの奉公人を雇うには都合がよかったことなどが考えられる。
岩村藩主は参勤交代の際には東海道を通行し横内陣屋へ立寄った。

### 陣屋の概要
慶応4年(1868年)の村絵図には、東海道に面した東側に立派な門構えを持った築地塀を立て、北側に櫓を廻らし、西側には朝比奈川から船着け可能な所に裏門を配置、また陣屋内には、やや大きめの建物を中央に三棟の建物が置かれていた様子が描かれている。

### 陣屋の役割り
年貢の徴収と領民への指導・教育が主であったが、
延享3年（1746年）松平乗薀が岩村藩主となると、横内陣屋は、伝染病予防の薬を各村々に年2回配布するようになった。

### 年貢の徴収
毎年秋になると陣屋の役人たちは支配管轄の15ヶ村を廻り、村々の様子を見て指導した後に、年貢割付状を交付した。
村々は、割付状に示された年貢を、舟に積んで朝比奈川を下り、或いは陸路にて馬に背負わせて横内陣屋へ納めた。
集められた年貢米は、朝比奈川を下って焼津港から江戸や大坂の藩邸や蔵屋敷へ運ばれた。

### 領民への指導・教育
年貢納入が終わった12月中旬になると、「年貢皆済目録」を持って陣屋の役人たちが再び村を廻って、岩村藩が文政13年(1830年)に出版した慶安の御触書や六諭衍義大意を読み聞かせ、岩村藩が望む百姓像を領民に教え込むことが図られた。

### 職員
陣屋は岩村藩の郡奉行の管轄下にあり、総責任者として「代官」の俸禄は切米で10石～50石程度で岩村藩内では多い方ではなかった。
その下に、年貢の徴収や財政面での事務を行う「手代」、村々の治安維持や陣屋内の者たちの風紀取締りなどを行う「下目付」の藩士が家族とともに駐在し、駿河領の15ヶ村を支配した。
門番や掃除・陣屋の修理など雑務を行う「足軽」や「中間」が居り、横内村や近在の村から雇用されていた。
藩士とその家族は任期が終わると岩村へ戻ったが、この地で亡くなると陣屋の近くにある慈眼寺の墓地に埋葬された。慈眼寺の境内には岩村藩士の墓6基が残っている。

### 田中清太夫と代官地蔵尊
3代目の横内代官となった田中清太夫は但馬国の生野銀山の役人であった田中治郎右衛門の子で農業政策で優れた手腕を買われて岩村藩に召し抱えられて延享3年(1746年）から宝暦9年(1759年）まで横内代官を務め、宝暦11年（1761年）5月23日に、78歳で当地で没した。
田中家は、清太夫の遺体を慈眼寺の墓地に葬り、その墓石の隣に地蔵菩薩像を建てた。代官地蔵尊と呼ばれているのがそれである。
横内の人々は、善政を行った田中清太夫のことを「お代官様」と呼び、毎年地蔵盆の時には供養のための盆踊りが行われている。

### 海防への参加
寛政年間(1789年～1801年)になると、日本近海に外国船が頻繁に出没するようになり、海防も横内陣屋が担う職務の一つとなった。
寛政4年(1792年)、岩村藩は幕府からの命に従い、岩村藩領の駿河15ヶ村の海防計画書を提出した。
しかし、その内容が近隣諸藩の計画書と齟齬があったので、幕府から改めて近隣諸藩と調整したうえで詳しい人数と武器数を知らせるようにとの指示を受けた。
そこで寛政7年(1795年)、再度海防計画書を提出した。それによると岩村藩は幕府に対し横内陣屋には、郷方役人・手代・足軽が数人ずつと用心鉄砲10挺が置いてあるのみで、遠見番所や大筒は備えていないことを報告している。
そしてもし村人が異国船を発見した時には、ただちに陣屋へ知らせて用心鉄砲と猟師・百姓たちが所持する猟師筒・威筒の合計45挺からなる部隊を陣屋役人が取り纏めて防備に就くとともに、岩村藩江戸屋敷・駿府城代及び周辺の諸大名へ報告して応援を頼むとしている。場合によっては、物頭以下60名以上からなる軍勢を江戸屋敷から派遣するともしている。
もっとも、江戸から軍勢を派遣するという方法では急な事態にはとうてい対応できない。
そこで文化年間(1804年～1817年)、海防計画書を変更して、宮島・村良・大草・助宗・稲葉堀之内の猟師ら30名を農兵として挑発するとともに、横内・下当間から各5名を足軽として雇い入れることとした。
文政9年(1826年)、一橋徳川家領の遠江国の住吉村(現在の吉田町)に清国船が来航した際には、横内陣屋が海岸防備を行っているが、その際に戦闘員として参加しているのは、郡奉行の平尾鍒蔵、代官の中山祐次郎、目付足軽小頭兼帯の八田加蔵に若党2名、宰領足軽1名、足軽10名、猟師心得の者30名の合計46名である。
嘉永7年(1854年)のペリー来航時には、幕府の指示に従って、村々へ廻状を回し、鉄砲・弓・長柄・郷夫など200名以上もの人数を動員して海岸を防備した。

### 明治維新後
明治維新を迎えると、駿河国内の岩村藩領は駿府藩領となり、横内陣屋は駿府藩に引き武器数渡されて、陣屋に詰めていた武士たちは岩村へ引き揚げた。
その後、駿府藩は横内陣屋を取り壊して更地にしたため、現在、遺構は残っていないが、跡地を説明する標識と御陣屋小路という路地と高札場跡が残されている。

## 場所
静岡県藤枝市横内字堂ノ前 

## 管轄していた領地
版籍奉還後は静岡藩に編入された。
- 有渡郡のうち　5ケ村　1,198石3斗6升2合　広野、鎌田、北脇、北脇新田、石部
- 志太郡のうち　8ケ村　3,311石9斗9升9合　宮島、横内、落合、大草、前島、稲葉堀田、助宗、村良
- 益津郡のうち　2ケ村　　763石8斗8升

合計　　　　　　　　　　　5,274石2斗4升3合